# Isumi

Isumi (いすみ市 Isumi-shi?), este un municipiu din Japonia, prefectura Chiba.